# Welington
Welington Damascena Santos (San Paolo, 19 febbraio 2001) è un calciatore brasiliano, difensore del Southampton.

## Caratteristiche tecniche
È un terzino sinistro.

## Carriera
Cresciuto nel settore giovanile del San Paolo, debutta in prima squadra l'8 marzo 2020 in occasione del match del Campionato Paulista perso 1-0 contro il Botafogo-SP.
Il 26 luglio 2024 viene acquistato dal Southampton, a cui si unirà dal 1º gennaio 2025.
Il 3 gennaio 2025 si aggrega ufficialmente al club inglese.

## Statistiche

### Presenze e reti nei club
Statistiche aggiornate al 26 maggio 2021.
| Stagione        | Squadra         | Campionato      | Campionato | Campionato | Coppe nazionali | Coppe nazionali | Coppe nazionali | Coppe continentali | Coppe continentali | Coppe continentali | Altre coppe | Altre coppe | Altre coppe | Totale | Totale |
| Stagione        | Squadra         | Comp            | Pres       | Reti       | Comp            | Pres            | Reti            | Comp               | Pres               | Reti               | Comp        | Pres        | Reti        | Pres   | Reti   |
| --------------- | --------------- | --------------- | ---------- | ---------- | --------------- | --------------- | --------------- | ------------------ | ------------------ | ------------------ | ----------- | ----------- | ----------- | ------ | ------ |
| 2020            | San Paolo       | A1/SP+A         | 1+1        | 0          | CB              | 0               | 0               | CL+CS              | 0                  | 0                  |             | -           | -           | 2      | 0      |
| 2021            | San Paolo       | A1/SP+A         | 6+0        | 1+0        | CB              | 0               | 0               | CL                 | 3                  | 0                  |             | -           | -           | 9      | 1      |
| Totale carriera | Totale carriera | Totale carriera | 8          | 1          |                 | 0               | 0               |                    | 3                  | 0                  |             | -           | -           | 11     | 1      |

## Palmarès

### Club

#### Competizioni statali
- Campionato paulista: 1

San Paolo: 2021

#### Competizioni nazionali
- Coppa del Brasile: 1

San Paolo: 2023
- Supercoppa del Brasile: 1

San Paolo: 2024